# Вулиця Перемоги (Житомир)
Вулиця Перемоги — вулиця в Богунському районі Житомира. Одна із загальноміських магістралей.

## Характеристики

### Розташування
Бере початок з Соборного майдану. Прямує на північний захід та північ. Завершується на майдані Визволення. Перетинає майдан Короленка. Від вулиці Перемоги беруть початок: вулиці Троянівська та Михайла Грушевського, Короленка, Новосінна та Домбровського, Новопівнічна та Миколи Сціборського, Каракульна, провулки Перемоги, 1-й Вільський, Метеорологічний, Малий (з двору будинку № 99), Червоний та 4-й Каракульний. Вулицю Перемоги перетинають також вулиці Ольжича та Лесі Українки.
До перехрестя з вулицею Миколи Сціборського вулиця Перемоги пролягає в Старому місті. Далі на північ — крізь місцевості Кокоричанка, Каракулі. Значна частина вулиці (орієнтовно до перехрестя з вулицею Лесі Українки) знаходиться в центральній частині міста. Між майданом Короленка та вулицею Лесі Українки вулицю в трубопроводах перетинає річка Коденка, від назви якої походить назва довколишньої місцевості. Початок вулиці, біля будинку № 3, у трубопроводах перетинає річка Рудавка.

### Транспорт
Вулицею пролягають декілька тролейбусних маршрутів, маршрути муніципального автобусу, низка маршрутів автобусів приватних перевізників, а також приміські автобусні маршрути.

### Забудова
Багатоповерхова житлова та комерційна забудова сформована переважно у другій половині ХХ століття. Наявна забудова другої половини ХІХ — початку ХХ століть з переважанням у ній частки садибної житлової. Наявні пам'ятки промислової та культової архітектури ХІХ століття.

#### Пам'ятки архітектури національного значення
- № 72 — комплекс споруд Поштової станції (побудови середини ХІХ століття)[5].

#### Пам'ятки архітектури місцевого значення
- № 74 — церква Св. Іакова (1837 рік побудови з добудовами другої половини ХІХ та початку ХХ століть)[5];
- № 84 — млин (побудови 1893 року[6]).

## Історія

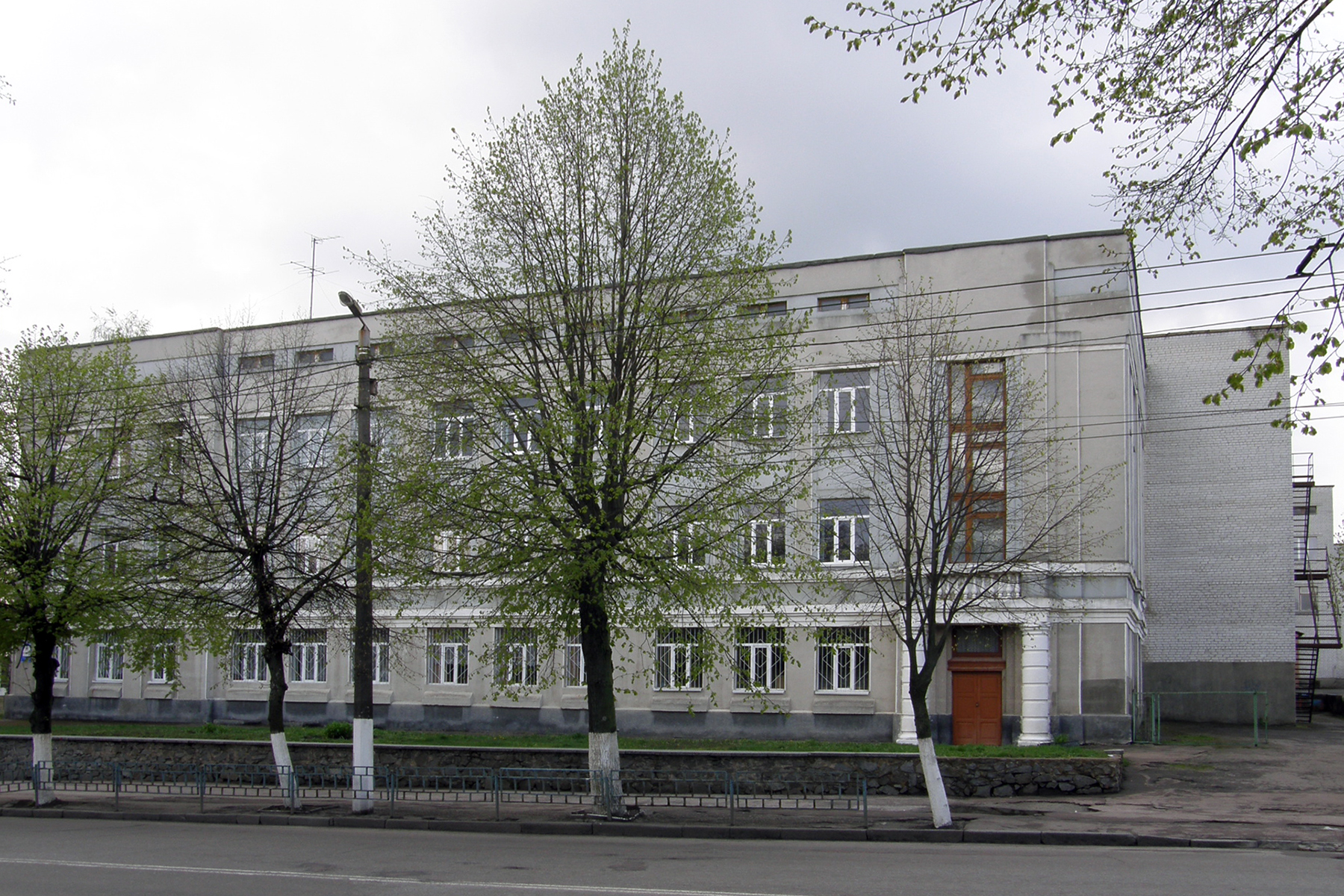
№ 79 — ліцей № 7, типовий проєкт, 1936 р., добудований у 1986

Частина вулиці між майданами Соборним та Короленка являє собою збудовану всередині ХІХ століття ділянку шосе «Київ —  Брест-Литовськ» (Брест-Литовського поштового тракту). Відповідно до опорного плану Житомира 1852 року, нова ділянка між нинішніми майданами Соборним та Короленка передбачалася крізь земельні угіддя, подекуди навпростець крізь будівлі.
Частина вулиці між майданами Короленка та Визволення, відома в середині ХІХ століття як Новоград-Волинська вулиця, здебільшого повторює трасу старого поштового шосе у напрямку Звягеля через Вільськ, сформованого у першій половині ХІХ століття. Протягом XVI — початку ХІХ століть існувала лише ділянка вулиці між сучасними майданом Короленка та Метеорологічним провулком, відома у 1781 році як Черняхівська вулиця та утворювала стародавню дорогу з середмістя до села Вільськ разом з нинішніми вулицею Старовільською, Метеорологічним провулком, вулицями Котляревського, Вільський Шлях, а також зниклими донині фрагментами у середмісті та між вулицями Каракульною й Вільський Шлях. Внаслідок будівництва у 1850-х роках Брест-Литовського поштового тракту, окремі ділянки старого поштового шосе на Вільськ незначно змінено, зокрема, у межах нинішніх Червоного провулка та майдану Визволення була збудована ділянка криволінійної конфігурації замість ділянки старого поштового шосе, що прямувала навпростець у вищевказаних межах.
Первинна (історична) забудова частини вулиці між майданами Соборним та Короленка переважно сформувалася на початку ХХ століття.
Первинна забудова ділянки вулиці між майданами Короленка та Визволення частково формувалася до середини ХІХ століття, зокрема, перша будівля Свято-Яковлевської церкви (1837 року побудови), низка садибних житлових будинків орієнтовно між нинішніми майданом Короленка та вулицею Домбровського. Всередині ХІХ століття споруджено поштову станцію. Решта забудови вулиці між майданами Короленка та Визволення переважно сформувалася на початку ХХ століття.
У другій половині ХІХ століття перша (новопрорізана між сучасними майданами Соборним та Короленка) частина вулиці з'єдналася з другою (старим поштовим шосе між майданами Короленка і Визволення) під спільною назвою — Вільська вулиця. З 1897 по 1912 роки вулиця була знову розділена на дві окремі: між нинішніми майданами Соборним та Короленка отримала назву Соборна вулиця; між нинішніми майданами Короленка та Визволення — Вільсько-Шосейна вулиця. У 1904 — 1912 рр. Вільсько-Шосейна вулиця перейменована на Велику Вільську. З 1912 року Велика Вільська та Соборна вулиці знову об'єднані під одною назвою — вулиця імені 1812 року.
У 1897 —1920-х роках ділянкою вулиці між сучасними вулицею Миколи Сціборського та майданом Визволення діяла вузькоколійна залізниця, що з'єднувала Богунський тартак із залізничним вокзалом, прямуючи через Сінний ринок.
У 1899 році вулицею почав курсувати трамвай (до Вільського кладовища). У 1937 році трамвай почав курсувати вздовж всієї вулиці Перемоги внаслідок будівництва колії від православного кладовища до панчішної фабрики.  У 1941 — 1945 рр. пасажирський трамвайний рух тимчасово припинився. У 1945 — 1948 рр. трамвайний рух вулицею Перемоги здійснювався на двох відокремлених ділянках: «Центр — Кладовище» та «Червоний провулок — Панчішна фабрика», причиною чого стали масштабні руйнування трамвайного полотна між Вільським кладовищем та Червоним провулком. Рух трамваю вулицею Перемоги між Вільским кладовищем та Червоним провулком відновлений у 1948 році.
У 1924 — 1941, 1943 —1990 рр. офіційна назва вулиці — вулиця Карла Лібкнехта. 
У 1920 —1930-х роках забудова вулиці поповнилася будівлями навчального корпусу школи Червоних командирів (збудованого на місці знесеного у 1927 році храму Свято-Миколаївського братства), двоповерховим житловим будинком (збудованим на місці стародавнього кладовища), корпусом школи № 7 в стилі конструктивізму.
У 1941 — 1943 рр. вулиця мала назву Ровенська.
Під час Другої Світової війни забудова вулиці значним чином постраджала. Мали місце значні руйнування забудови на початку вулиці, до перехрестя з нинішньою вулицею Ольжича (передусім із західного боку вулиці). У 1950-х роках замість зруйнованих постало чимало дво- триповерхових будинків  (№ 7, 15, 23-31).
Наприкінці 1950-х — на початку 1960-х років обабіч вулиці, переважно на її початку, здійснювалося будівництво багатоквартирних 4-5-поверхових житлових будинків, серед яких № 12 з покращеним плануванням квартир та вбудованим продовольчим магазином самообслуговування «Темп», який частково перекрив вигляд фасадів Спасо-Преображенського собору з боку майданів Перемоги та Соборного.
Протягом кінця 1960-х — початку 1990-х років здійснювалася забудова вулиці 5—10-поверховими будинками, зведеними за типовими проєктами, у тому числі на місці знесених садиб другої половини ХІХ — початку ХХ століття, передусім між вулицями Ольжича та Домбровського. На початку 1970-х років між майданом Короленка та вулицею Лесі Українки збудовано ансамбль з трьох дев'ятиповерхівок баштового типу, одних з перших у місті. У середині 1970-х років на розі з площею Леніна виріс перший 12-поверховий будинок у місті.
Рух тролейбусів вулицею розпочався 1964 року.
У 1990 році частина вулиці Карла Лібкнехта, між майданами Соборним та Визволення перейменована на вулицю Перемоги.